# ايمانويل جي. إيفانز
ايمانويل جي. إيفانز هو سياسي أمريكي، ولد في 2 مايو 1907، وتوفي في 8 فبراير 1997. نشط حزبياً في الحزب الديمقراطي.